# كمال كورت
كمال كورت (بالألمانية: Kemal Kurt؛ بالتركية: Kemal Kurt) هو كاتب للأطفال ومترجم وكاتب ألماني وتركي، ولد في 29 أكتوبر 1947 في تشورلو في تركيا، وتوفي في 21 أكتوبر 2002 في برلين في ألمانيا.